# ۳۸۳ (قمری)
۳۸۳ (قمری)، سیصد و هشتاد و سومین سال در گاهشماری هجری قمری است. اول محرم این سال برابر با سوم مارس سال ۹۹۳ میلادی است.

## درگذشتگان
- ابوبکر محمد بن عباس خوارزمی